# Riserva naturale integrale di Lokobe
La Riserva naturale integrale di Lokobe è un'area naturale protetta del Madagascar nord-occidentale, ubicata sull'isola di Nosy Be.

## Territorio
Sorge all'estremità meridionale dell'isola e ricopre una superficie di circa 740 ha.
Nella parte sud-occidentale della riserva, nei pressi del villaggio di Andranotsinominy, si trova l'antica tomba del principe sakalava Andriamaitso (1639-1689), la cui presenza ha contribuito, considerato il rispetto viscerale dei malgasci per i loro defunti, a mantenere intatto il sito.

## Flora
La riserva protegge l'ultimo lembo di foresta primaria di Nosy Be, una foresta fitta e umida che ricorda quelle della costa orientale del Madagascar. Tra le specie degne di nota vi sono il kindro (Dypsis ampasindavae) una maestosa palma endemica, il tontorogno (Gluta tourtour), un'essenza arborea della famiglia delle Anacardiaceae, il cui legno è utilizzato per la realizzazione di sculture, il ramy (Canarium madagascariense), albero delle Burseraceae da cui si ricava una resina aromatica, e l'agnabovahatra (Uapaca ambanjensis), albero delle Phyllanthaceae con radici aeree colonnari.

## Fauna

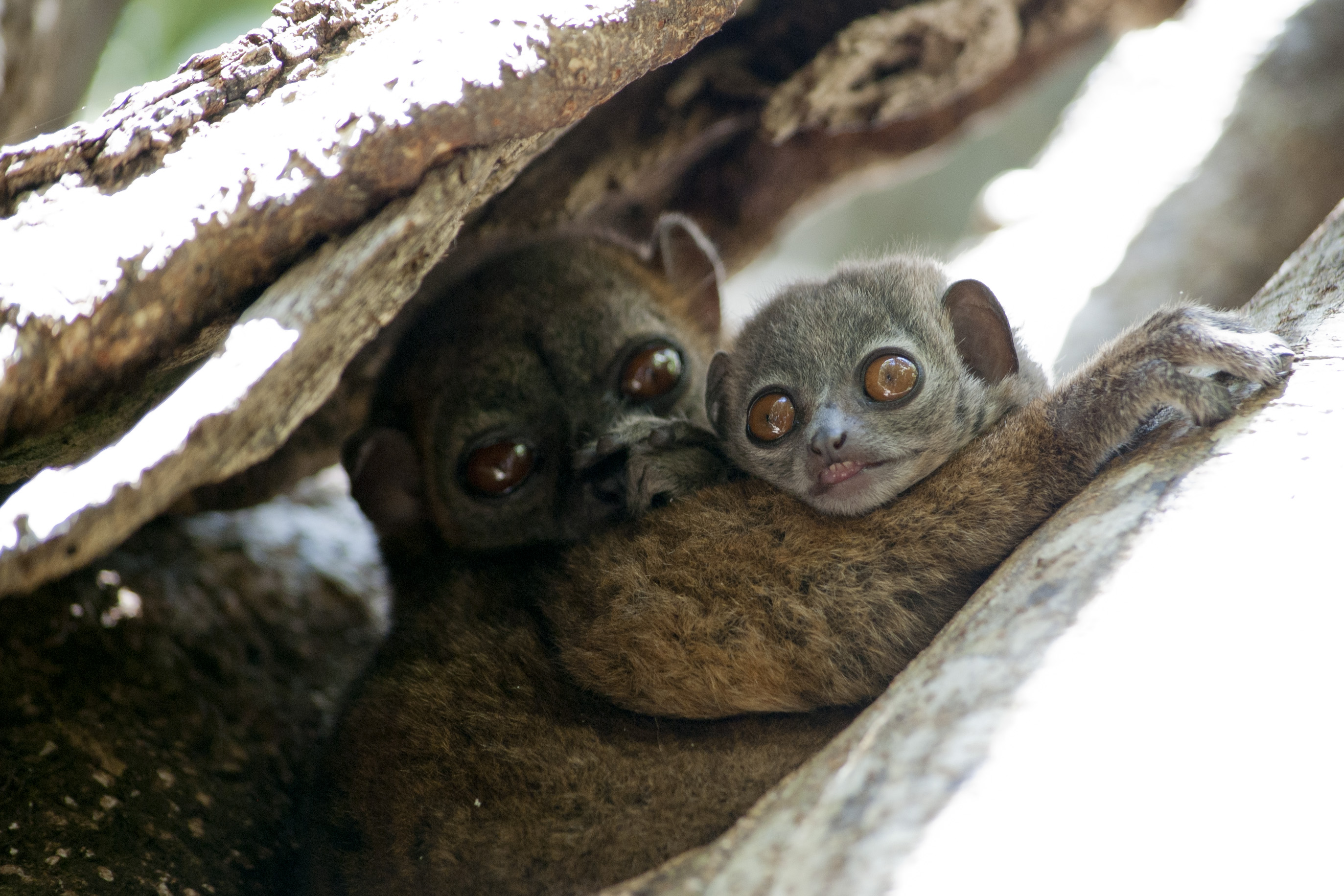
Femmina di Lepilemur tymerlachsoni con cucciolo.

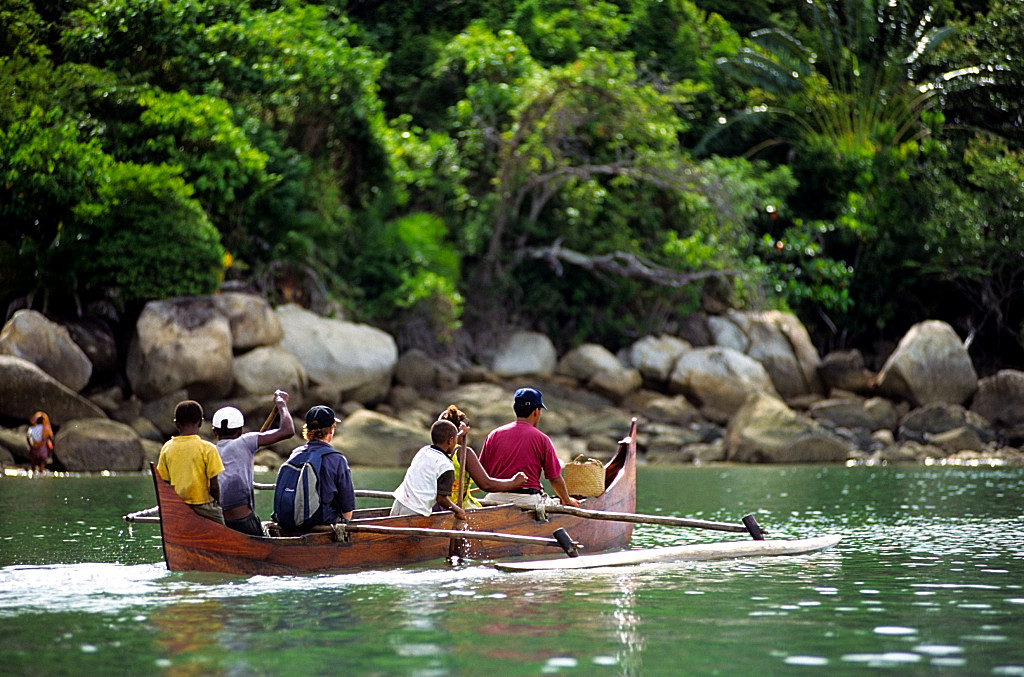
La Riserva si raggiunge in piroga

La riserva ospita il lemure macaco (Eulemur macaco), presente con una significativa colonia, nonché il lepilemure di Nosy Be (Lepilemur tymerlachsoni), il microcebo gigante settentrionale (Mirza zaza) e il microcebo di Lokobe (Microcebus mamiratra).
Sono state censite 45 specie di rettili tra cui 6 specie di camaleonti (Brookesia ebenaui, B. minima, B. stumpffi, Calumma boettgeri, C. nasutum e Furcifer pardalis), 16 specie di gechi (Ebenavia inunguis, Geckolepis maculata, Gehyra mutilata, Hemidactylus frenatus, H. mabouia, Lygodactylus heterurus, L. madagascariensis, Paroedura oviceps, P. stumpffi, Phelsuma abbotti, P. laticauda, P. dubia, P. grandis, P. seippi, Uroplatus ebenaui, U. henkeli), 10 specie di scincomorfi (Amphiglossus elongatus, Cryptoblepharus cognatus, Madascincus stumpffi, Paracontias hildebrandti, Trachylepis gravenhorstii, T. lavarambo, Zonosaurus boettgeri, Z. madagascariensis, Z. rufipes, Z. subunicolor) e 13 specie di serpenti (Acrantophis madagascariensis, Alluaudina bellyi, Dromicodryas bernieri, D. quadrilineatus, Ithycyphus miniatus, Langaha madagascariensis, Leioheterodon madagascariensis, Liophidium torquatum, Lycodryas granuliceps, Madagascarophis colubrinus, Madatyphlops mucronatus, Pseudoxyrhopus microps, Sanzinia madagascariensis, Thamnosophis stumpffi).
La riserva ospita 15 differenti specie di anfibi tra i quali va segnalata la presenza di Stumpffia pygmaea, una minuscola rana endemica della riserva, che con i suoi 10–12 mm di lunghezza è tra le rane più piccole del mondo; si possono incontrare numerosi altri endemismi tra cui Boophis brachychir, Cophyla milloti, Cophyla occultans, Mantella betsileo, Stumpffia psologlossa, Gephyromantis horridus e inoltre Hoplobatrachus tigerinus, anfibio originario del subcontinente indiano.

## Accessi
La porta d'ingresso della riserva è il villaggio di Ampasipohy, sulla costa meridionale di Nosy Be. Ampasipohy è raggiungibile via mare, con le tradizionali piroghe sakalava, da Ambatozavavy.